# Muzeum Regionalne w Jaśle
Muzeum Regionalne w Jaśle – muzeum gromadzące eksponaty związane z tradycją i kulturą okolic Jasła.
Muzeum posiada liczne zbiory sztuki ludowej z Regionu Jasielskiego m.in. autorstwa Karola Breja, zbiory archeologiczne podarowane przez Stanisława Kadyiego, kolekcję obrazów różnych malarzy: Stanisława Kochanka zam. w Krośnie, Jana Ignacego Wodyńskiego, Ignacego Pinkasa oraz Stanisława Witowskiego-Iskrzyniaka zamieszkałego w Jaśle.
Muzeum organizowało liczne wystawy malarstwa:
- W roku 1994 odbyła się wystawa twórczości malarskiej różnych twórców z Jasła.
- W roku 1995 miała miejsce wystawa Stanisława Witowskiego-Iskrzyniaka.

Muzeum powstało po oddaniu do użytku nowego budynku Jasielskiego Domu Kultury w roku 1970.
Po śmierci dr.med Stanisława Kadyiego w roku 1982 Muzeum przeniosło się do podarowanego przez niego domu. W roku 1990 Muzeum ukończyło rozbudowę tego domu i zwolniło wynajmowane wcześniej pomieszczenia magazynowe.
Dyrektorem Muzeum do 2017 roku był mgr Alfred Sepioł, obecnie jest nim mgr Mariusz Świątek.